# Marseille-en-Beauvaisis
Marseille-en-Beauvaisis là một xã thuộc tỉnh Oise trong vùng Hauts-de-France tây bắc nước Pháp. Xã này nằm ở khu vực có độ cao trung bình 123 mét trên mực nước biển.